# Klirens inuliny
Klirens inuliny – metoda szacowania przesączania kłębuszkowego przez obliczenie klirensu inuliny.
Inulina jako naturalny wielocukier ma tę właściwość, że w nerkach swobodnie się przesącza, nie ulega zwrotnemu wchłanianiu i cały przesączony ładunek substancji wydziela się do moczu. Do obliczenia klirensu jest potrzebne utrzymywanie przez pewien czas stałego stężenia tego wielocukru we krwi, znajomość tego stężenia oraz ilość wydzielonej inuliny do wyprodukowanego w tym czasie moczu według wzoru ogólnego na klirens nerkowy.
Jest to metoda wyraźnie dokładniejsza od szacowania wskaźnika filtracji kłębuszkowej na podstawie klirensu kreatyniny. Metodycznie jednak jest ona niewygodna, a różnica – mimo że procentowo czasem wyraźna – nie ma znaczenia przy podejmowaniu decyzji na podstawie wyników. Klirens inuliny bywa więc stosowany częściej w badaniach naukowych niż w praktyce klinicznej, nawet tej wysokospecjalistycznej.

Przeczytaj ostrzeżenie dotyczące informacji medycznych i pokrewnych zamieszczonych w Wikipedii.